# Roche
Roche là một chi nhện trong họ Ochyroceratidae.